# Bréhan
Bréhan é uma comuna francesa na região administrativa da Bretanha, no departamento Morbihan. Estende-se por uma área de 51,91 km². Em 2010 a comuna tinha 2 332 habitantes (densidade: 44,9 hab./km²).